# Molí Nou-Ciutat Cooperativa (métro de Barcelone)
Molí Nou | Ciutat Cooperativa est une station de la ligne 8 du métro de Barcelone, dont elle constitue le terminus.

## Situation sur le réseau
La station se situe sur la rue Eduard Toldra (Carrer d'Eduard Toldra), sur le territoire de la commune de Sant Boi de Llobregat. Elle s'intercale entre les gares de Colònia Güell, Sant Vicenç dels Horts et Santa Coloma de Cervelló, et la station de Sant Boi de la ligne Llobregat - Anoia des Chemins de fer de la généralité de Catalogne (FGC).

## Histoire
La station ouvre au public le 13 février 2000, à l'occasion de l'ouverture de la double voie vers Santa Coloma de Cervelló. Elle se trouve légèrement plus à l'est que la gare du même nom, ouverte le 20 février 1969.

## Services aux voyageurs

### Accès et accueil
La station dispose de deux voies et d'un quai central.

### Intermodalité
La station permet la correspondance avec les lignes suburbaines et régionales de l'infrastructure Llobregat - Anoia.